# Mesum

Auszug aus dem Buch: „Stadt und Amt Rheine“ Heinrich Vollmer, 1903, Seite 30

Mesum ist ein Dorf an der Ems in Westfalen. Es ist ein Stadtteil von Rheine im Kreis Steinfurt.

## Geographie
Im Süden grenzt Mesum an die Stadt Emsdetten, im Westen an den Rheiner Ortsteil Hauenhorst. Östlich der Ems schließt sich der Stadtteil Elte an.

## Geschichte

### Ortsgeschichte
Das heutige Mesum entwickelte sich aus der seit 1373 selbständigen Kirchengemeinde St.Johannes Baptist Mesum.
Am 1. Januar 1975 wurde Mesum durch das Münster/Hamm-Gesetz in die Stadt Rheine eingemeindet.
In der Zeit des Nationalsozialismus gab es in Mesum ein Zwangsarbeiterlager.

### Wappen
„In Silber (Weiß) über einem geflochtenen grünen Weidenzaun im Schildfuß eine golden (gelb), blau, schwarze Meise.“ Es handelt sich hier um ein „redendes“ Wappen. Mesum bedeutet so viel wie „Meisenheim“.

### Einwohnerentwicklung
| Jahr | Einwohner |
| ---- | --------- |
| 1498 | 159       |
| 1814 | 649       |
| 1925 | 2274      |
| 1935 | 3128      |
| 1950 | 4416      |
| 1964 | 5072      |
| 1971 | 6067      |
| 2011 | ca. 8600  |
| 2020 | 8683      |

Der Anteil von Menschen ausländischer Herkunft an der Bevölkerungszahl liegt 2011 bei 1,9 % (163 Einwohner). 90 % der Einwohner sind Christen, davon 79 % römisch-katholisch und 11 % evangelisch-lutherisch.

## Kirchen
In Mesum stehen drei Kirchen, zwei davon sind römisch-katholisch und eine evangelisch. Die sog. Alte Kirche auf dem Friedhof ist das älteste Bauwerk der Stadt Rheine. Sie ist um 1350 entstanden und wird noch heute zu verschiedenen Anlässen von der Pfarrgemeinde St. Johannes Baptist genutzt. Die Pfarrkirche St. Johannes Baptist im Ortskern von Mesum wurde von Hilger Hertel 1887 bis 1890 im neugotischen Stil errichtet und ist mit 56,50 Meter das höchste Mesumer Bauwerk.
Nachdem die evangelische Gemeinde einige Jahre die alte Kirche auf dem Friedhof als Versammlungsort nutzte, konnte der Wunsch nach einem eigenen Gotteshaus erst 1956 mit dem Bau der Samariterkirche erfüllt werden.

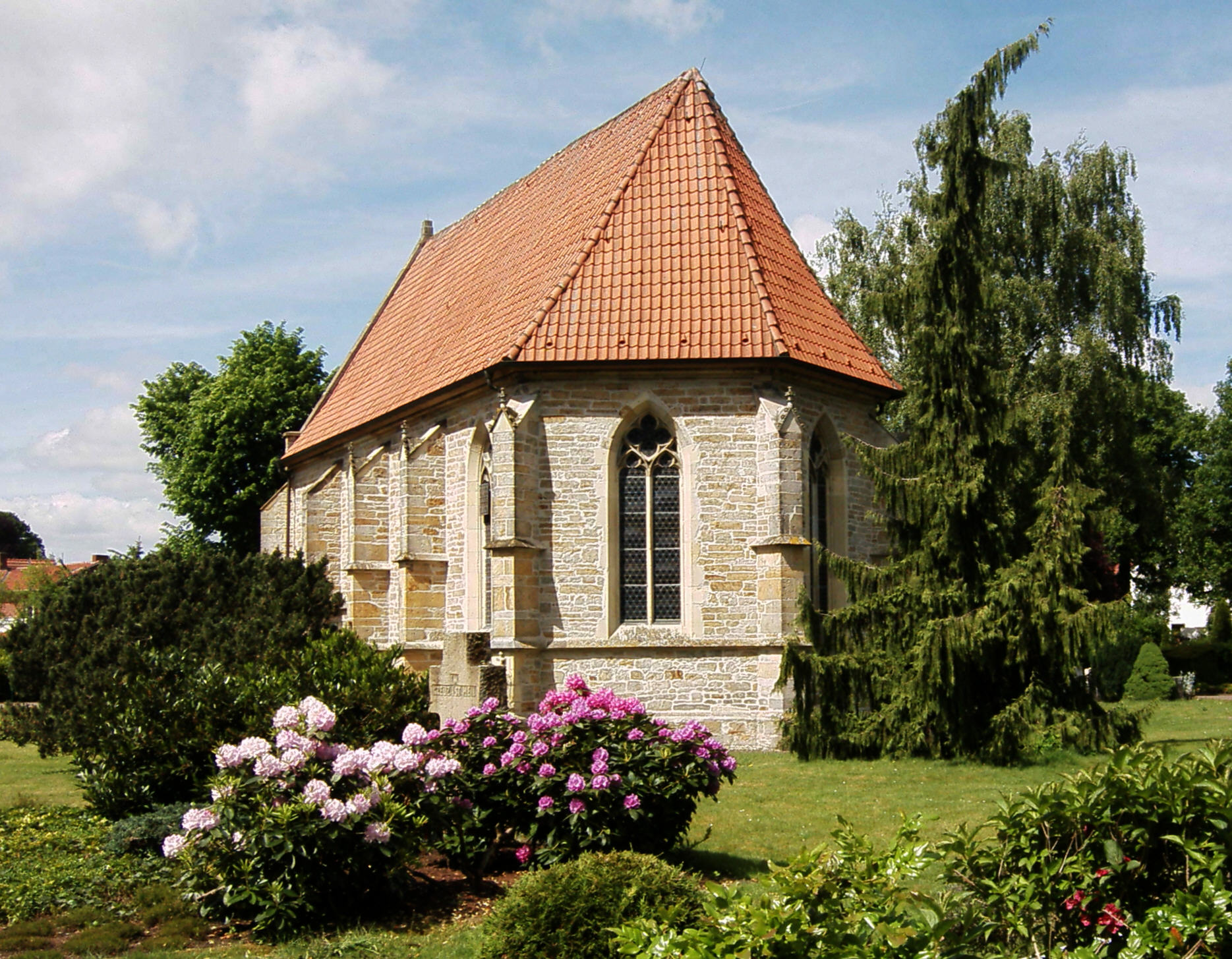
Alte Kirche, ältestes Bauwerk in Rheine
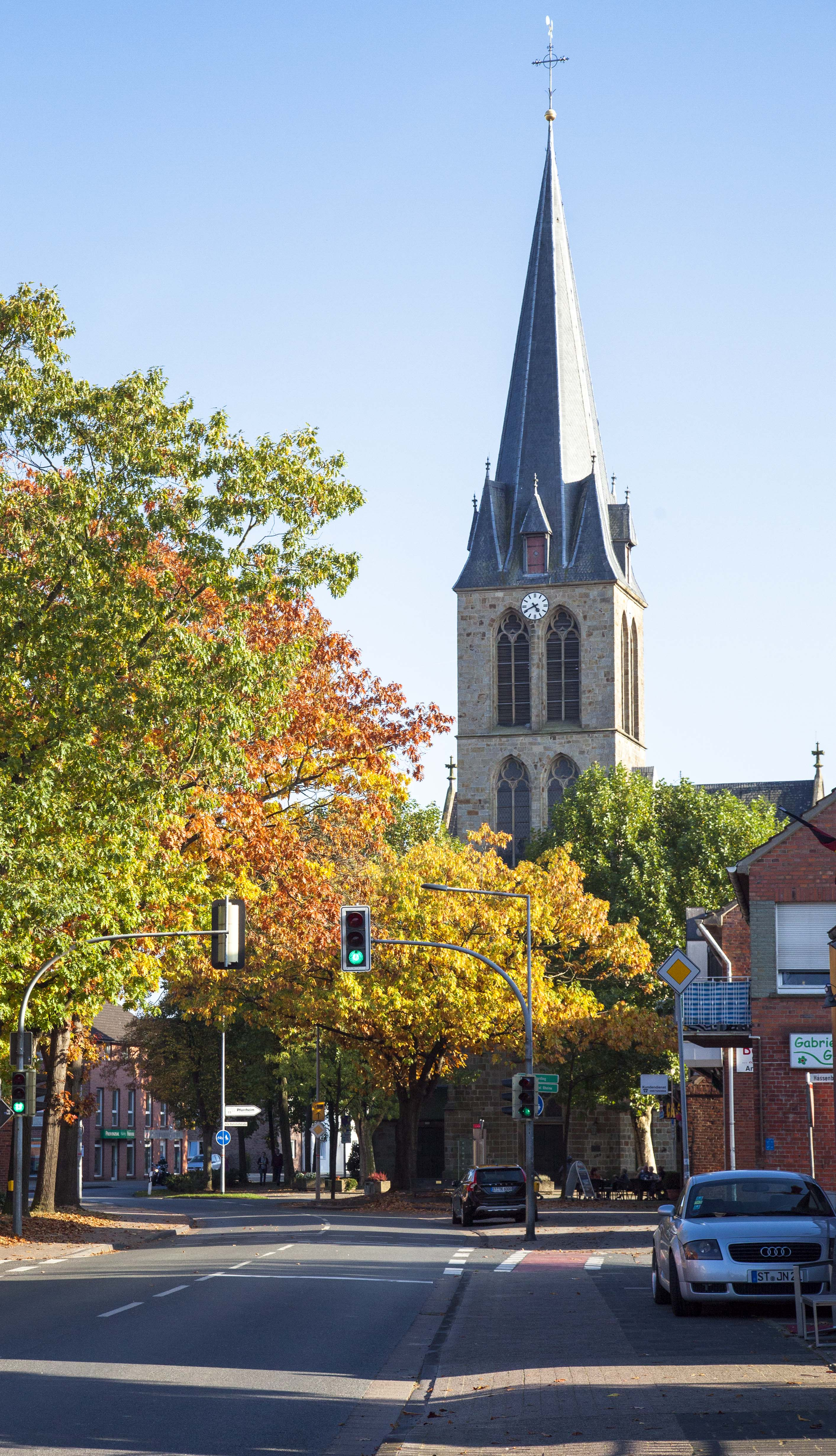
Pfarrkirche St. Johannes Baptist
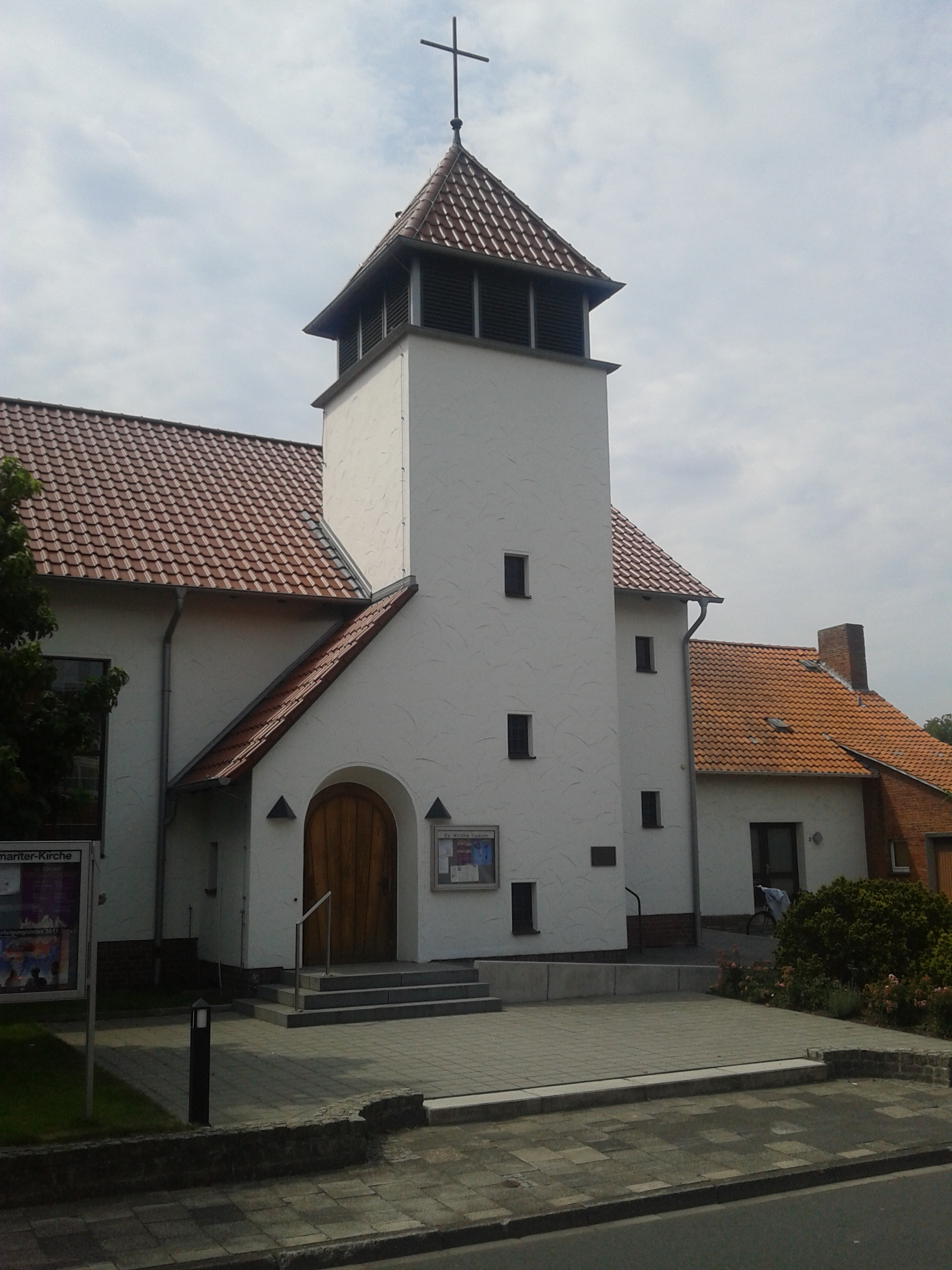
Evangelische Samariterkirche

## Bildung

### Grundschulen
- Franziskusschule
- Johannesschule Mesum/Elte

### Weiterführende Schule
- Alexander-von-Humboldt-Schule (ehemalige Don-Bosco-Hauptschule), Sekundarschule der Stadt Rheine[4][5]

## Kindergärten
- Kindergarten St. Josef
- Kindergarten St. Marien
- Kindergarten Lummerland
- Kita Kunterbunt Mesum
- Kita Hohe Heide Mesum

## Veranstaltungen
- jeden Donnerstag: Wochenmarkt im Ortskern
- Wochenende zwischen Pfingsten und Fronleichnam: Schützenfest (Bürgerschützenverein Mesum-Feld 1910 e. V.)
- erstes Wochenende im Juli: Kirmes
- erste Augustwoche (bis 2019): Open-Air-Festival (Trosse Kult)[6]
- zweites Wochenende im August: Schützenfest (Schützenvereinigung 1877 Mesum-Dorf e. V.)
- Silvester: Feuerwerk für Kinder am Spielplatz Hasenhöhle[7]
- jährlich: Wettkampf um den Beach-Volleyball-Dorfpokal in den Anlagen Hassenbrock[8]
- jährlich: Sportlicher Wettkampf um den Feldklause-Cup auf dem Platz an der Moorstraße (FC Feldklause e. V.)

## Freizeit
Am südwestlichen Dorfrand befindet sich die Golfanlage „Gut Winterbrock“ mit dem 18-Loch-Meisterschaftsplatz (Südkurs) sowie einem öffentlichen 9-Loch-Platz (Nordkurs).
Des Weiteren sind in Mesum vier Sportvereine, mehrere Chöre und zwei Spielmannszüge aktiv. Für die Jugend besteht außer in den Sportvereinen beispielsweise noch die Möglichkeit der Mitwirkung in der Messdienergemeinschaft Mesum.

## Schmachtlappen und Feldpoggen

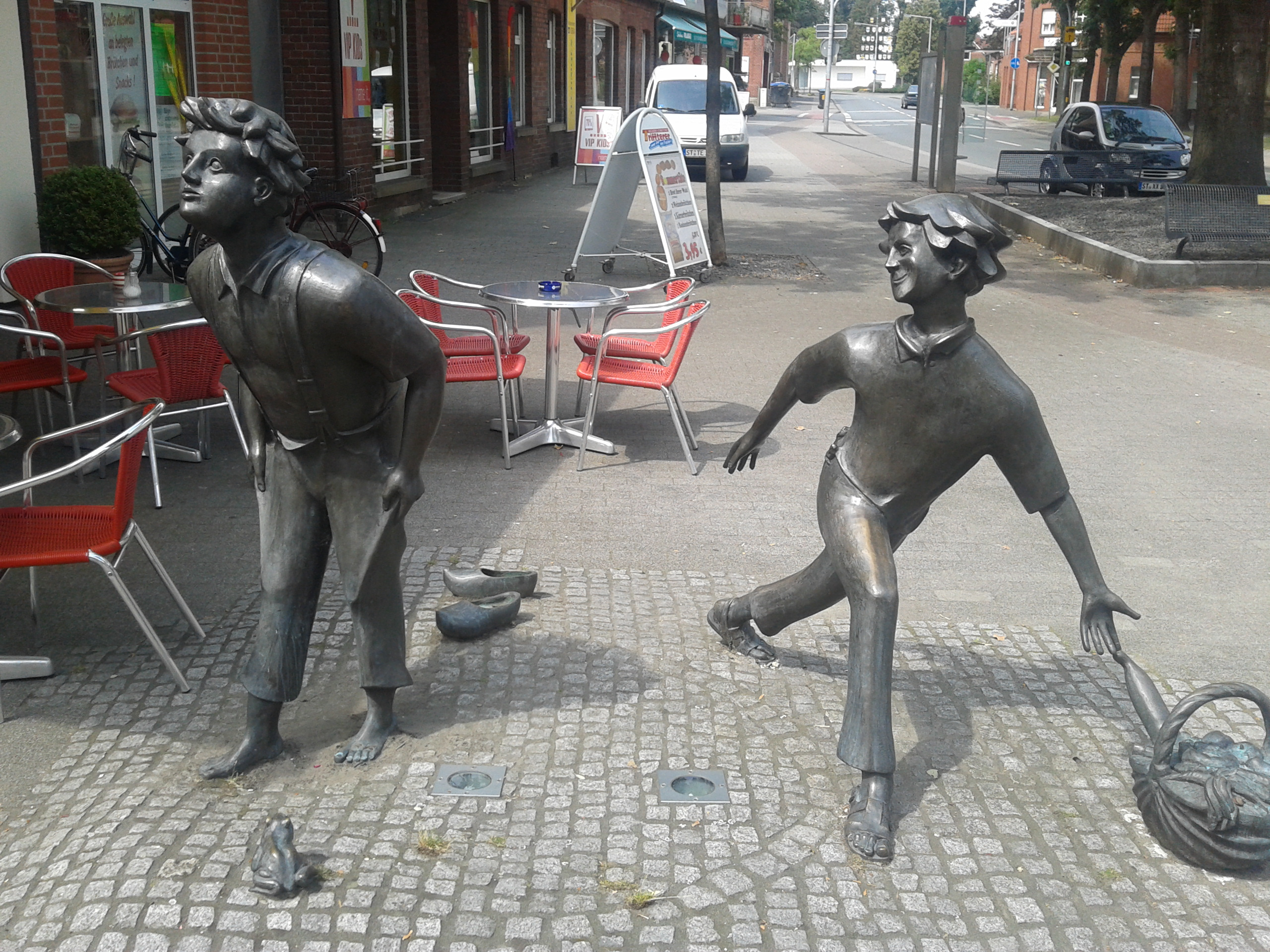
Statuen des Schmachtlappens und der Feldpogge im Ortskern

Eine Zweiteilung des Ortes Mesum lässt sich ungefähr an der Bahnstrecke Münster–Rheine festmachen. Westlich der Bahngleise befindet sich Mesum-Feld, auf der östlichen Seite der Teil Mesum-Dorf, welcher das Versorgungszentrum des Ortes darstellt. Die Bewohner der beiden inoffiziellen Ortsteile tragen den Ortsnecknamen Feldpoggen bzw. Schmachtlappen. Dies wurde in Form zweier Bronze-Figuren des Bildhauers Werner Bruning auf dem Platz gegenüber der Kirche dargestellt.
Die Titulierung der Feldpoggen und Schmachtlappen ist auf das 19. Jahrhundert zurückzuführen. Schon damals gab es eine Rivalität der beiden Ortsteile. Auf der einen Seite die Dorfgemeinschaft, die überwiegend aus einfachen Arbeitern und Tagelöhnern bestand und wegen ihres schmalen Geldbeutels von den reicheren Bauern als Schmachtlappen beschimpft worden sind, und auf der anderen Seite die eben erwähnten wohlhabenden Bauern, die von den Tagelöhnern verächtlich Feldpoggen genannt wurden, da es in dieser Gegend sehr viele Frösche (Poggen) gab. Diese Rivalität findet auch heute noch unterschwellig im Brauchtum Mesums ihren Platz.

## Verkehr

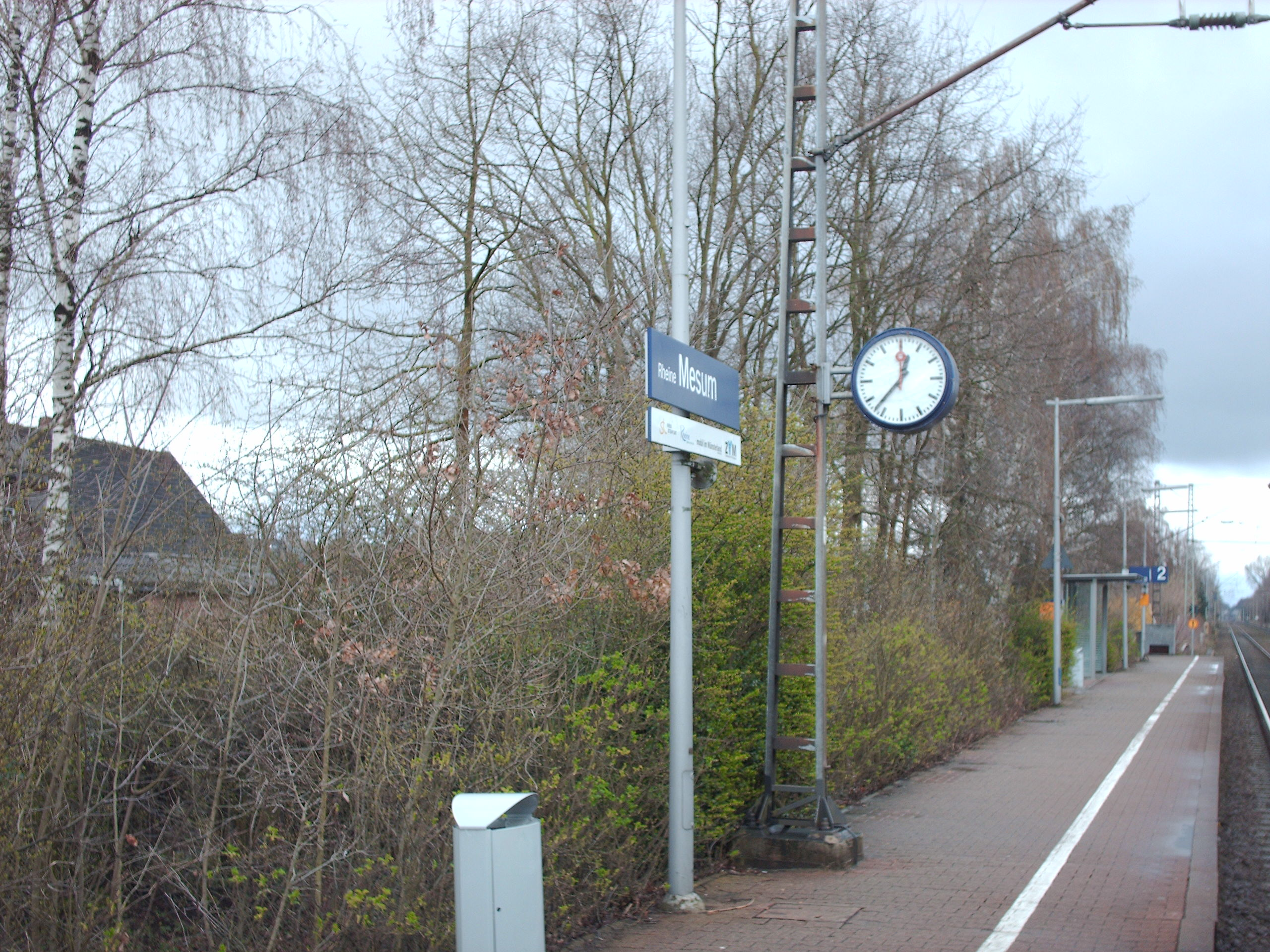
Haltepunkt Rheine-Mesum

Der Haltepunkt Rheine-Mesum liegt an der Bahnstrecke Münster–Rheine und wird von der RB 65 bedient, zusätzlich halten einzelne Züge des RE 15.
| Linie | Verlauf | Takt                   | Betreiber     |
| ----- | --- | ---------------------- | ------------- |
| RE 15 | Emsland-Express: (Emden Außenhafen –) (nur bei Schiffsverkehr) Emden Hbf – Leer (Ostfriesl) – Papenburg (Ems) – Aschendorf – Dörpen – Lathen – Haren (Ems) – Meppen – Geeste – Lingen (Ems) – Leschede – Salzbergen – Rheine – (Rheine-Mesum –)* Emsdetten – (Reckenfeld –)* Greven (← (Münster Zentrum Nord –)* Münster (Westf) Hbf * nur einzelne Züge Stand: Fahrplanwechsel Dezember 2023 | 60 min                 | WestfalenBahn |
| RB 65 | Ems-Bahn: Rheine – Rheine-Mesum – Emsdetten – Reckenfeld – Greven – Münster-Sprakel – Münster Zentrum Nord – Münster (Westf) Hbf Stand: Fahrplanwechsel Dezember 2021 | 60 min 25/35 min (HVZ) | Eurobahn      |

## Sehenswürdigkeiten

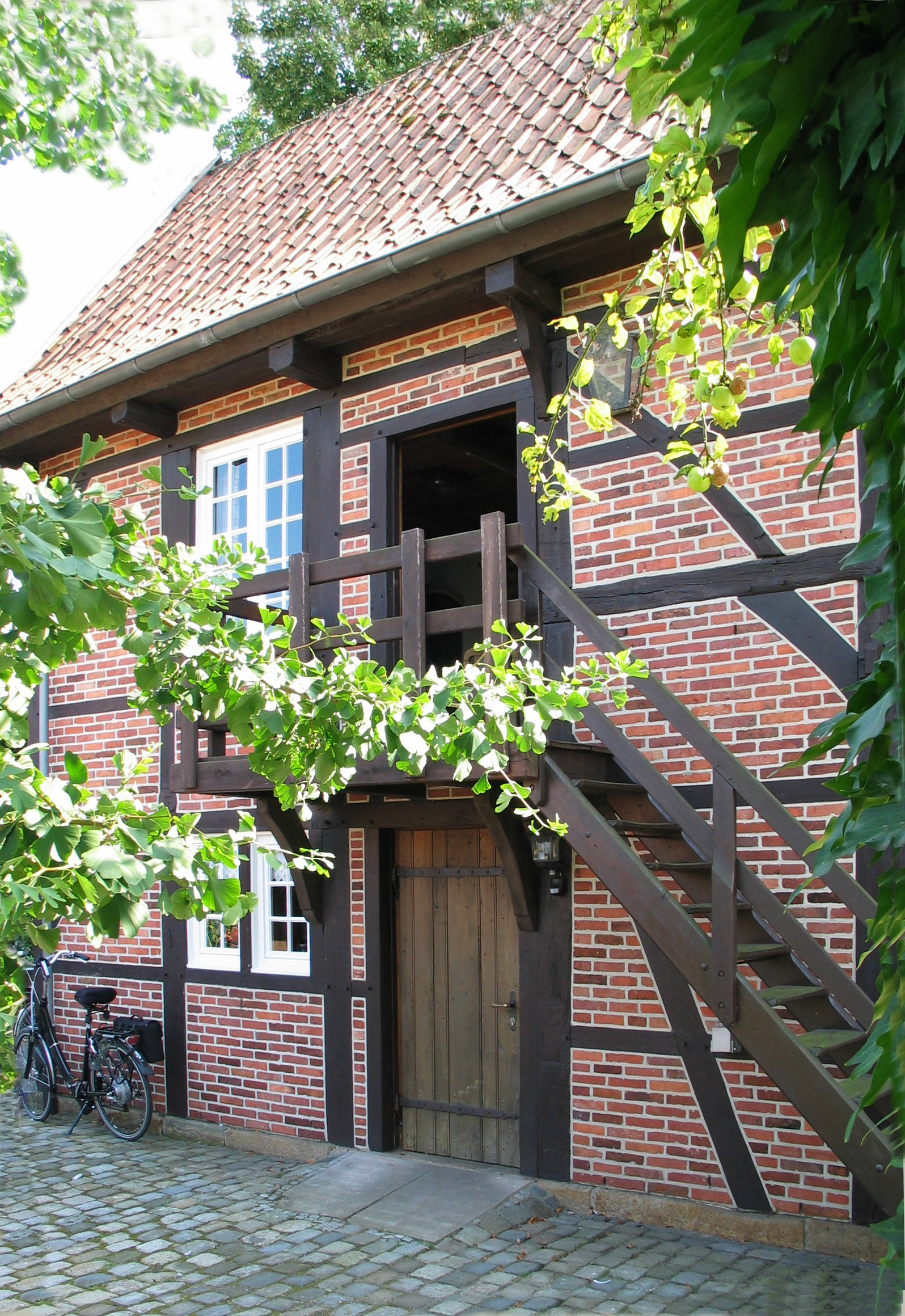
Straße „Im Klosterhook“ in Rheine-Mesum, Kornspeicher aus dem Mittelalter auf einem Bauernhof

In der Liste der Baudenkmäler in Rheine sind für Mesum 19 Baudenkmale aufgeführt.
- Alte Kirche St. Johannes der Täufer im Kern aus dem 14. Jahrhundert; ältestes Gebäude der Stadt Rheine;
- Katholische Pfarrkirche St. Johannes Baptist; neugotischer Bau vom Ende des 19. Jahrhunderts (Architekt: Hilger Hertel der Ältere);
- Friedhofskreuz und Lazarusbildstock, ehemals auf dem Friedhof errichtet;
- Bildstock St. Johannes Nepomuk;
- Bildstock an der Feuerstiege;
- 3 Fachwerkspeicher;
- Doppel-Wassermühle bei Schulte-Höping;
- Villa und Waschhaus im Jugendstil aus dem Jahr 1907;
- Fassade eines Wohnhauses an der Rheiner Straße;
- das sogenannte Alte Pastorat vom Anfang des 20. Jahrhunderts;
- Bienenhaus auf dem Hofgelände Renger;
- Wohn- und Geschäftshaus an der Rheiner Straße;
- Villa an der Alten Bahnhofstraße;
- Fassade und Dach der Hofstelle Schulte Mesum. Errichtet 1847;
- Grabmal des Textilfabrikanten Theodor Timmermann auf dem alten Friedhof;
- Das Haus Brink, ein Kötterhaus an der Straße Am Flöddert;
- das Bahnhofsempfangsgebäude mit angrenzendem Güterschuppen.